# Ghiacciaio Peshtera
Il Ghiacciaio Peshtera (in lingua bulgara: Ледник Пещера, Lednik Peshtera) è un ghiacciaio antartico che si trova nella Penisola Rozhen dell'Isola Livingston, nelle Isole Shetland Meridionali, in Antartide. È situato a sudovest della Ruen Icefall, e a nord del Ghiacciaio Charity.
La testata del ghiacciaio è delimitata a sudovest dal MacKay Peak (alto circa 700 m) e a est dal Tervel Peak. Fluisce per 2 km in direzione nord-nordovest per terminare all'estremità settentrionale della Zagore Beach.
La denominazione è stata assegnata in onore della città bulgara di Peštera, nel Distretto di Pazardžik.

## Localizzazione
Il punto mediano del ghiacciaio è posizionato alle coordinate 62°42′40″S 60°18′00″W. Rilevazione topografica bulgara nel corso della spedizione Tangra 2004/05 e mappatura nel 2005 e 2009.

## Mappe
- L.L. Ivanov et al. Antarctica: Livingston Island and Greenwich Island, South Shetland Islands. Scale 1:100000 topographic map. Sofia: Antarctic Place-names Commission of Bulgaria, 2005.
- L.L. Ivanov.  Antarctica: Livingston Island and Greenwich, Robert, Snow and Smith Islands (JPG), su apcbg.org.. Scale 1:120000 topographic map. Troyan: Manfred Wörner Foundation, 2009. ISBN 978-954-92032-6-4